# بخش همیلتون (شهرستان جکسون، اوهایو)
بخش همیلتون (به انگلیسی: Hamilton Township) یک منطقهٔ مسکونی در ایالات متحده آمریکا است که در شهرستان جکسون، اوهایو واقع شده‌است.
 بخش همیلتون ۶۶٫۱ کیلومتر مربع مساحت و ۶۱۴ نفر جمعیت دارد و ۲۱۲ متر بالاتر از سطح دریا واقع شده‌است.